# Anopheles roubaudi
Anopheles roubaudi är en tvåvingeart som beskrevs av Alexis Grjebine 1953. Anopheles roubaudi ingår i släktet Anopheles och familjen stickmyggor.
Artens utbredningsområde är Madagaskar. Inga underarter finns listade i Catalogue of Life.